# Lobrathium biculeatum
Lobrathium biculeatum – gatunek chrząszcza z rodziny kusakowatych i podrodziny żarlinków (Paederinae).
Gatunek ten opisany został w 2012 roku przez Volkera Assinga.
Chrząszcz o ciele długości od 6,6 do 8,2 mm, ubarwionym czarniawo, niekiedy z niewyraźnie rozjaśnionymi tylnymi brzegami pokryw. Głowa lekko podługowate lub długości zbliżonej do szerokości. Czułki rude do brązowych.Odnóża żółtawe, gdzieniegdzie przyciemnione. Przedplecze mniej więcej tak szerokie jak głowa, a pokrywy 0,9 razy krótsze od niego. Odwłok nieco szerszy od pokryw, opatrzony palisadą włosków na tylnej krawędzi ósmego tergitu. Samiec ma szerokie, głębokie, półokrągłe wcięcie na tylnej krawędzi siódmego sternitu, a po bokach tego wcięcie dwa długie wyrostki. Wcięcie z tyłu ósmego sternitu jest raczej głębokie, a wgłębienie na owym sternicie nieowłosione. Brzuszny wyrostek edeagusa odznacza się nieco niesymetrycznym w widoku spodnim kształtem. 
Owad endemiczny dla Nepalu, znany wyłącznie z dystryktu Khandbari, z wysokości 2300–3000 m n.p.m..